# Oberleitungsbus Heilbronn
Der Oberleitungsbus Heilbronn war der Oberleitungsbus-Betrieb der Stadt Heilbronn. Er bestand von 1951 bis 1960 und löste teilweise die 1897 eröffnete und 1955 stillgelegte Straßenbahn Heilbronn ab. Zuständiges Verkehrsunternehmen waren die Verkehrsbetriebe Heilbronn, die bis heute den 1948 aufgenommenen Omnibusverkehr in Heilbronn betreiben. Zuvor verkehrte in der Stadt bereits die Gleislose Bahn Heilbronn–Böckingen, ein früher Oberleitungsbusbetrieb der von 1911 bis 1916 existierte. 

## Geschichte
Im Zweiten Weltkrieg erlitt die Heilbronner Straßenbahn starke Schäden, sie wurde in der Nachkriegszeit teilweise nur provisorisch wieder hergerichtet – weite Teile des Netzes und der Fahrzeuge befanden sich in einem schlechten Zustand. Die Fortführung der Neckarkanalisierung erforderte ab 1949 den Bau einer Brücke nach Böckingen, was wiederum eine Streckenänderung der Böckinger Straßenbahnlinie bedeutet hätte. Nach Berechnungen zur Wirtschaftlichkeit entschloss man sich, Böckingen künftig mit Oberleitungsbussen zu bedienen, weil dadurch kein Gleisneubau nötig wurde und das neue Verkehrsmittel Oberleitungsbus teilweise die vorhandene Oberleitungsinfrastruktur der Straßenbahn weiternutzen konnte. Weitere Planungen umfassten eine Obusstrecke nach Frankenbach, die jedoch am nicht durchgeführten Ausbau der Straße dorthin scheiterte, sodass man 1950 zur Nutzung der bereits für die Frankenbacher Strecke bestellten Obusse die Umstellung der Sontheimer Strecke auf Obus-Betrieb beschloss. Die Sanierung der Straßenbahn nach Böckingen hätte 1,5 Millionen D-Mark gekostet, die Einrichtung des Obus-Betriebs war dagegen mit nur 1,1 Millionen D-Mark veranschlagt.
1951 wurden die ersten Strecken für den Obus-Betrieb umgerüstet. Am 20. September 1951 nahmen schließlich zwei Obus-Linien den Verkehr auf. Die Linie 20 verkehrte von der Allee nach Böckingen, die Verstärkerlinie 21 ergänzte die Hauptlinie zwischen Allee und Sonnenbrunnen. 
Ab Dezember 1951 wurde der Betrieb der Straßenbahnlinie 5, die ursprünglich vom Sülmertor nach Sontheim fuhr, bis zur Gildenstraße verkürzt und das südliche Teilstück nach Sontheim ebenfalls umgestellt. Dort befuhren die Oberleitungsbusse eine Häuserblockschleife im Zuge der Horkheimer Straße, der Lutzstraße, der Quellenstraße und der Hauptstraße. Die Linien 20 und 21 wurden in diesem Zusammenhang von Radiallinien zu Durchmesserlinien erweitert, wenngleich nicht alle Kurse der Verstärkerlinie 21 nach Sontheim fuhren. 
In der ersten Hälfte des Jahres 1952 wurde die Zwischenendstelle Sonnenbrunnen aufgegeben, die Linie 21 bediente damit vorübergehend die gleiche Strecke wie die Linie 20. 
1953 erfolgte eine Netzerweiterung zwischen Sonnenbrunnen und der zu Böckingen gehörenden Siedlung Haselter. Die Bedienung der Neubaustrecke übernahm die neue ganztägig verkehrende Linie 22, welche die bisherige Ergänzungslinie 21 ersetzte. Die Böckinger Ortsmitte wurde fortan wieder von der Linie 20 alleine bedient. Damit hatte das Heilbronner Obusnetz seine größte Ausdehnung erreicht, es umfasste knapp neun Kilometer Streckenlänge. 
1957 gab man die Zwischenendstelle Allee auf, alle Kurse der Linie 22 verkehrten fortan zur Gildenstraße während Sontheim nur noch von der Linie 20 bedient wurde. 
Der dreigeteilte Betrieb von Straßenbahn, Omnibussen und Obussen erwies sich als kostspielig. Nach der Einstellung der Straßenbahn begann man daher auch das Oberleitungsbusnetz sukzessive auf Omnibusbetrieb umzustellen, zunächst reduzierte man den Obusbetrieb auf die Wochentage Montag bis Freitag. Im Dezember 1960 beschloss der Heilbronner Gemeinderat schließlich die Stilllegung des Betriebs, die letzten Oberleitungsbusse Heilbronns verkehrten am 30. Dezember 1960 auf der Böckinger Strecke. Die nicht mehr benötigten Oberleitungsbusse sowie Teile der Fahrleitungsinfrastruktur wurden anschließend an den Oberleitungsbus Landshut und ins portugiesische Braga verkauft.